# Rodrigo (football, 1991)
Ne doit pas être confondu avec Rodrigo Moreno.
Pour les articles homonymes, voir Rodrigo.
Rodrigo Moreno Machado, né le 6 mars 1991 à Rio de Janeiro au Brésil, est un footballeur international de nationalités espagnole et brésilienne, jouant au poste d'attaquant à Al-Gharafa SC, en prêt d'Al-Rayyan SC.

## Biographie

### Formation
Rodrigo est né au Brésil à Rio de Janeiro de parents brésiliens, mais quitte son pays natal en 2002 à l'âge de 11 ans pour suivre son père Adalberto (ancien joueur de Flamengo) qui travaillait avec Mazinho dans les équipes jeunes du Celta de Vigo. Rodrigo est cousin avec les fils de Mazinho, Rafinha et Thiago Alcántara.

### Carrière en club

#### Real Madrid (2009-2010)
Il commence donc le football dans les équipes jeunes du Celta de Vigo, mais il se fait rapidement recruter par le Real Madrid où il joue pendant une saison dans les équipes réserves du club de la capitale.

#### Benfica Lisbonne (2010-2014)
Le 31 juillet 2010, il signe au Benfica Lisbonne pour une somme de 6 M€ mais le Real Madrid peut utiliser en fin d'année la clause libératoire de 12 M€ en cas de rachat, clause annulée lors du transfert de Fábio Coentrão. Le 31 août, il est prêté directement au club anglais de Bolton Wanderers.
Lors de la saison 2013-2014, il participe notamment à la finale de Ligue Europa, perdue aux tirs au but. Rodrigo voit son penalty être repoussé par le gardien portugais du Séville FC Beto.

#### Valence CF (2014-2020)
À la trêve hivernale de la saison 2013-2014, il se met d'accord avec Valence pour les rejoindre en vue de l'été 2014 pour trente millions d'euros. Après un début de saison compliqué, il réalise une deuxième partie de saison plus prometteuse, convainquant le club ché à lever l'option d'achat. Il s'impose petit à petit au sein de l'attaque valencienne et trouve une place de titulaire avec son nouvel entraîneur, Marcelino dans un 4-4-2 aux côtés de Santi Mina ou Simone Zaza. Ses prestations font de lui une des références à son poste en Liga et lui ouvrent les portes de la sélection espagnole. Contribuant grandement au retour de Valence en Ligue des Champions l'année suivante, il est l'un des protagonistes de la belle saison valencienne aux côtés de son compère d'attaque Kevin Gameiro pour les cent ans du club, participant à la qualification en demi-finale de Coupe du Roi, en marquant un triplé face à Getafe lors du match retour à Mestalla, dont le but de la qualification à la 94e minute. Il marque le deuxième but du club ché en finale face au FC Barcelone, à la suite de l'ouverture du score de Gameiro, pour une victoire 2-1, permettant ainsi au club de la capitale du Turia de remporter son premier titre, onze ans après. Ses performances lui valent les convoitises de l'Atlético de Madrid, où l'entraîneur Diego Simeone désireux de remplacer son buteur Antoine Griezmann lui promet une place de titulaire aux côtés de Diego Costa, dans le même système de jeu. Un rendez-vous a alors lieu lors de l'ultime journée du mercato estival, mais aucun accord n'est conclu, le club de Valence ayant fixé son prix à 80 millions d'euros, l'Atlético en proposait alors que 45 millions. 
Le début de saison 2019-2020 est plus compliqué, où les mauvais résultats entraînent au licenciement de Marcelino. Albert Celades le remplace et Valence se qualifie pour la première fois depuis 2013 pour les 8e de finale de la Ligue des champions en terminant 1er de son groupe grâce un but de Rodrigo face à l'Ajax Amsterdam, seul but du match, éliminant le club hollandais, demi-finaliste de l'édition précédente.

#### Leeds United (2020-2023)
Le 29 août 2020, il s'engage jusqu'en 2024 avec Leeds. Le montant du transfert est estimé à 40 millions d'euros.
À Leeds il évolue à plusieurs postes de l'attaque que ce soit en numéro 9 en second attaquant , ailier voire milieu offensif.
Au terme de la saison 2022-2023, le club est relégué en Championship et Rodrigo quitte le club après avoir disputé un total de 97 rencontres pour 28 buts inscrits.

#### Al-Rayyan SC (depuis 2023)
En juillet 2023, Al-Rayyan SC annonce le recrutement de Rodrigo sans préciser la durée de son contrat.

### En équipe nationale
Bien que né au Brésil, Rodrigo choisit de représenter l'Espagne et débute en sélection avec l'équipe d'Espagne des moins de 19 ans le 3 novembre 2009 contre la Macédoine (5-1), il inscrit même un doublé lors de ce match qualificatif.
Après ces qualifications, il participe au tournoi final en France, où l'Espagne arrive en finale contre la France (1-3), il ouvre le score lors de cette rencontre. Il termine le tournoi avec 4 matchs pour 2 buts et une passe décisive.
Le 12 octobre 2014, il effectue sa première titularisation en équipe nationale espagnole au cours des éliminatoires de l'Euro 2016 au Luxembourg contre l'équipe nationale (0-4).
Le 29 septembre 2017, Rodrigo est appelé pour la seconde fois en équipe nationale. Le 6 octobre, il marque son premier but pour la Roja en ouvrant le score contre l'Albanie durant une victoire 4-0 dans le cadre des éliminatoires de la Coupe du monde 2018. Les Espagnols se qualifient d'emblée pour la Coupe du monde après cette victoire, devançant l'Italie. Il marque face à l'Allemagne en match amical le 23 mars 2018 (1 à 1).

## Statistiques

### Statistiques détaillées
| Saison                | Club                       | Championnat           | Championnat | Championnat | Coupe nationale | Coupe nationale | Coupe de la Ligue | Coupe de la Ligue | Compétition(s) continentale(s) | Compétition(s) continentale(s) | Compétition(s) continentale(s) | Espagne | Espagne | Total | Total |
| Saison                | Club                       | Division              | M.          | B.          | M.              | B.              | M.                | B.                | Comp.                          | M.                             | B.                             | M.      | B.      | M.    | B.    |
| 2009-2010             | Real Madrid Castilla       | Segunda División B    | 18          | 5           | -               | -               | -                 | -                 | -                              | -                              | -                              | -       | -       | 18    | 5     |
| Sous-total            | Sous-total                 | Sous-total            | 18          | 5           | -               | -               | -                 | -                 | -                              | -                              | -                              | -       | -       | 18    | 5     |
| 2010-2011             | Bolton Wanderers FC (prêt) | Premier League        | 17          | 1           | 3               | 0               | 1                 | 0                 | -                              | -                              | -                              | -       | -       | 21    | 1     |
| Sous-total            | Sous-total                 | Sous-total            | 17          | 1           | 3               | 0               | 1                 | 0                 | -                              | -                              | -                              | -       | -       | 21    | 1     |
| 2011-2012             | Benfica Lisbonne           | Primeira Liga         | 22          | 9           | 3               | 2               | 4                 | 4                 | C1                             | 9                              | 1                              | -       | -       | 38    | 16    |
| 2012-2013             | Benfica Lisbonne           | Primeira Liga         | 20          | 7           | 6               | 2               | 3                 | 1                 | C1+C3                          | 4+6                            | 0+1                            | -       | -       | 39    | 11    |
| 2013-2014             | Benfica Lisbonne           | Primeira Liga         | 26          | 11          | 5               | 2               | 3                 | 1                 | C1+C3                          | 2+7                            | 1+3                            | -       | -       | 43    | 18    |
| Sous-total            | Sous-total                 | Sous-total            | 68          | 27          | 14              | 6               | 10                | 6                 | -                              | 28                             | 6                              | -       | -       | 120   | 45    |
| 2014-2015             | Valence FC (prêt)          | Liga                  | 31          | 3           | 1               | 1               | -                 | -                 | -                              | -                              | -                              | 1       | 0       | 33    | 4     |
| 2015-2016             | Valence CF                 | Liga                  | 25          | 2           | 4               | 2               | -                 | -                 | C1+C3                          | 5+4                            | 1+2                            | -       | -       | 38    | 7     |
| 2016-2017             | Valence CF                 | Liga                  | 19          | 5           | 2               | 2               | -                 | -                 | -                              | -                              | -                              | -       | -       | 21    | 7     |
| 2017-2018             | Valence CF                 | Liga                  | 37          | 16          | 7               | 3               | -                 | -                 | -                              | -                              | -                              | 8       | 2       | 52    | 21    |
| 2018-2019             | Valence CF                 | Liga                  | 33          | 8           | 6               | 4               | -                 | -                 | C1                             | 6+5                            | 2                              | 9       | 3       | 59    | 17    |
| 2019-2020             | Valence CF                 | Liga                  | 27          | 4           | 1               | 1               | -                 | -                 | C1                             | 6                              | 2                              | 4       | 3       | 38    | 10    |
| Sous-total            | Sous-total                 | Sous-total            | 170         | 38          | 21              | 13              | -                 | -                 | -                              | 26                             | 7                              | 22      | 8       | 239   | 66    |
| 2020-2021             | Leeds United               | Premier League        | 26          | 7           | 1               | 0               | 1                 | 0                 | -                              | -                              | -                              | -       | -       | 28    | 7     |
| 2021-2022             | Leeds United               | Premier League        | 31          | 5           | -               | -               | 3                 | 0                 | -                              | -                              | -                              | 2       | 0       | 36    | 5     |
| 2022-2023             | Leeds United               | Premier League        | 30          | 12          | 3               | 2               | 1                 | 0                 | -                              | -                              | -                              | 1       | 0       | 35    | 14    |
| Sous-total            | Sous-total                 | Sous-total            | 87          | 25          | 4               | 2               | 5                 | 0                 | -                              | -                              | -                              | 3       | 0       | 99    | 27    |
| Total sur la carrière | Total sur la carrière      | Total sur la carrière | 361         | 96          | 41              | 21              | 15                | 6                 | -                              | 54                             | 13                             | 25      | 8       | 496   | 144   |

### Buts internationaux
| Buts internationaux de Rodrigo | Buts internationaux de Rodrigo | Buts internationaux de Rodrigo           | Buts internationaux de Rodrigo | Buts internationaux de Rodrigo | Buts internationaux de Rodrigo | Buts internationaux de Rodrigo |
| #                              | Date                           | Lieu                                     | Adversaire                     | Score                          | Résultat                       | Compétition                    |
| ------------------------------ | ------------------------------ | ---------------------------------------- | ------------------------------ | ------------------------------ | ------------------------------ | ------------------------------ |
| 1er                            | 6 octobre 2017                 | Stade José Rico Pérez, Alicante, Espagne | Albanie                        | 1-0                            | V 3-0                          | Match amical                   |
| 2e                             | 23 mars 2018                   | Esprit Arena, Düsseldorf, Allemagne      | Allemagne                      | 0-1                            | N 1-1                          | Match amical                   |
| 3e                             | 8 septembre 2018               | Wembley Stadium, Londres, Angleterre     | Angleterre                     | 1-2                            | V 1-2                          | Ligue des nations 2018-2019    |
| 4e                             | 11 septembre 2018              | Stade Martínez-Valero, Elche, Espagne    | Croatie                        | 4-0                            | V 6-0                          | Ligue des nations 2018-2019    |

## Palmarès

### En club
|  |  | Benfica Lisbonne - Liga NOS - Champion : 2014 - Coupe de la Ligue - Vainqueur : 2012 et 2014 - Coupe du Portugal - Vainqueur : 2014 - Ligue Europa - Finaliste : 2014 Valence CF - Coupe d'Espagne - Vainqueur : 2019 |

### En sélection nationale
|  |  | Espagne - 19 ans - Euro - 19 ans - Finaliste : 2010. Espagne - Ligue des nations: - Vainqueur en 2023. |

### Distinctions individuelles
- Joueur du mois en Liga : Mars 2018